# Mohammed Assaf
 (janvier 2021).
Si vous disposez d'ouvrages ou d'articles de référence ou si vous connaissez des sites web de qualité traitant du thème abordé ici, merci de compléter l'article en donnant les références utiles à sa vérifiabilité et en les liant à la section « Notes et références ».
Pour les articles homonymes, voir Assaf.
Mohammad Assaf (en arabe : محمد عساف), né le 1er septembre 1989 à Misrata en Libye, est un chanteur palestinien.
Chanteur pop célèbre pour être le gagnant de la deuxième saison d'Arab Idol, diffusée par le réseau MBC, il a reçu le surnom d'Asaroukh, signifiant « La Fusée », de la part du chanteur libanais Ragheb Alama. En 2013, il a été nommé ambassadeur de bonne volonté pour la paix par l'Office de secours et de travaux des Nations unies pour les réfugiés de Palestine (UNRWA). Il a également été nommé ambassadeur de la culture et des arts par le gouvernement palestinien et s'est vu offrir un poste avec « statut diplomatique » par le président palestinien Mahmoud Abbas.

## Biographie

### Jeunesse
Membre d'une fratrie de neuf frères et sœurs, Mohammed Assaf est né à Misrata en Libye[réf. nécessaire] de parents palestiniens. La famille de sa mère (professeur de mathématiques) est originaire du village de Bayt Daras, détruit par l'armée israélienne en 1948 ; la famille de son père est de Beersheba. Il vit à Misrata jusqu'en 1993, année où ses parents déménagent à Gaza, au camp de réfugiés de Khan Younis, où il fréquente l'école primaire de l'UNRWA.

### Carrière
Il a remporté le premier titre de la deuxième saison du programme de téléréalité panarabe Arab Idol diffusé sur la chaîne MBC 1 en 2013. Diffusant sa victoire, Al Jazeera English l'a interviewé à Doha au Qatar lors de sa tournée et lui a consacré un épisode entier du programme Inside Story détaillant le parcours d'Assaf travers Arab Idol. Il a été décrit comme « le chanteur de mariage de Gaza qui a grandi dans un camp de réfugiés, et est devenu une star internationale et un héros palestinien ».
Il a été surnommé « Asaroukh » (« La fusée ») par le chanteur libanais Ragheb Alama, membre du jury d'Arab Idol.
Mohammed Assaf a été nommé ambassadeur de bonne volonté pour la paix par l'Office de secours et de travaux des Nations unies pour les réfugiés de Palestine dans le Proche-Orient (UNRWA), ce qui lui a conféré un passeport diplomatique. Le gouvernement palestinien l'a également nommé « ambassadeur de la culture et des arts »[réf. nécessaire]. Sur les réseaux sociaux, il a été comparé au chanteur égyptien Abdel Halim Hafez.
En 2014 au MTV Europe Music Awards, il reçoit le prix du meilleur artiste moyen-oriental.
Un film retraçant l'histoire de Mohammed Assaf est sorti en septembre 2015 : Le chanteur de Gaza, réalisé par Hany Abu-Assad.
En 2017, Mohammed Assaf sort Baddek Enayah en featuring avec Gente de Zona.
En 2018, Mohammed Assaf sort un duo avec Massari, Roll With It.

### Vie privée
Mohammed Assaf a été fiancé à la journaliste palestinienne Lina Qishawi de fin septembre 2015 à février 2016. Il a récemment révélé lors d'une entrevue qu'il s'était aperçu que sa relation avec la journaliste n'était « plus envisageable » et qu'ils prenaient « des chemins différents » ajoutant à cela que leur relation « n'a pas fonctionné ». La rupture définitive de cet ancien couple a été officialisée via le réseau social Facebook par les deux concernés.

## Discographie

### Albums
- 2014: Assaf.
- 2017: Ma Wahshnak.

### Singles
- 2014: Assaf360.
- 2014: La Wayn Brouh.
- 2014: Ya Halali Ya Mali.
- 2014: Aywa Ha Ghanni.
- 2014: Ya Bnaya.
- 2015: Dammi Falestini
- 2016: Seyouf El Ezz.
- 2017: Baddek Enayah (Avec. Gente de Zona).
- 2017: Zekryatna El Helwa.
- 2017: Rani (avec Faudel).
- 2017:  Allouma Allouma.
- 2017: Ana Mush Hafred Nafsi.
- 2017: Yalli El Qumar.
- 2018: Roll with It (avec Massari).
- 2019: Kermalak Enta.
- 2019: Besaraha.
- 2020: Shhalhalawa.
- 2020 : Dalaa Dalouna.
- 2020 : Salam Allah.
- 2020 : Filastin 'int alruwh.
- 2020 : Al Hayat.
- 2021 : Mraytak.
- 2021 : Al Hara.
- 2021 : Bahrek Gaza.
- 2021 : Salute to Al Quds.
- 2022 : Ana Astahel.
- 2022 : Belhob Mnou2a3.
- 2024 : Gaza Elezah.
- 2024 : Sa’amout Houran.